# 天頂每時出現率

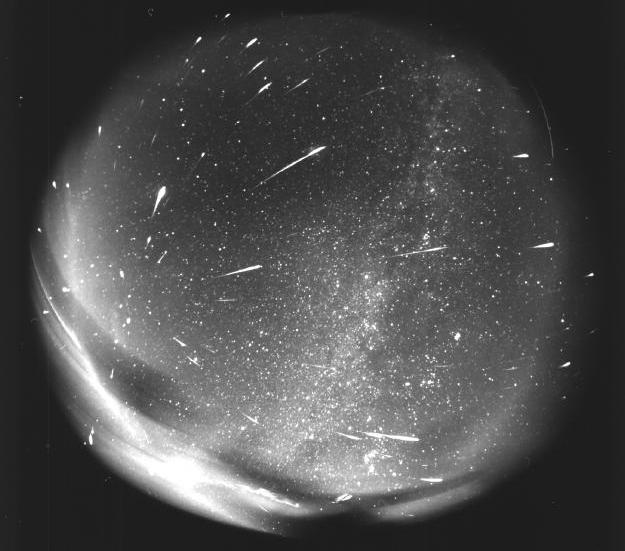
1998年獅子座流星雨的全天影像。在4小時的拍攝中捕獲了156顆流星。

天頂每時出現率（Zenithal Hourly Rate，簡稱 ）是天文學中描述單一觀測者在流星雨的高峰活動時，在最佳的天象與觀測條件下，每小時可以看見的流星頻率值（不是數量）。所謂的最佳條件是流星雨的輻射點在天頂，即高度角（仰角）90度，在所觀測的天區中沒有雲的遮蔽，可見恆星的視星等達到6.5等的理想環境。實際上，可以看到的有效頻率總是低於這個數值，而且輻射點越接近地平線，差距也就越大。

## 概述
ZHR是用在流星雨觀測上的一種觀念，它代表輻射點位於仰角90度的天頂，附近無山、無雲、無遮擋，全天100%能見視野，天空中也沒有任何光汚染，肉眼可以看到6.5等星星的理想情況下，觀測者可以看見的流星最多流量移動值。這是個理論觀測點，故此與實際觀測情況有時可能會有很大的差別。因為ZHR定義的是一種理想狀態，因此實際能看見的必然低於此一數值。流星雨的ZHR最低只有1或2，到最大的可以超過100。但超過100的只有英仙座流星雨、象限儀座流星雨和雙子座流星雨。
流星雨的ZHR每年都相差無幾，但有些卻有很大的變化，主要是依據產生流星雨的彗星遺流在軌道上的塵埃與地球接近的距離。例如，獅子座流星雨在大部分的年份裡ZHR小於10，但每33年會變得非常壯觀，因為彗星回歸時會很接近地球的軌道。每當地球接近母彗星55P/坦普爾·塔特爾彗星時，流星便會大量的出現。在1966年，獅子座流星雨達到極大期的20分鐘內，ZHR的估計值高達150,000，在1999年和2001年的ZHR的值也高達數千。
2017年12月21日，國際流星組織流星雨日曆由2018年起，採用香港天文學會及中國天文學會天文學名詞審定委員會的ZHR中文譯法。

## 計算公式
計算天頂每時出現率的公式是：
{\displaystyle ZHR={\cfrac {{\overline {HR}}\cdot F\cdot r^{6.5-lm}}{\sin(h_{R})}}}
此處
{\displaystyle {\overline {HR}}={\cfrac {N}{T_{eff}}}}
表示觀察者所見每小時的頻率。N是觀測者見到的流星數量，Teff是觀測者的有效觀測時間。 
例如：觀測者在15分鐘觀測到12顆流星，他的每小時有效頻率是48（12除以0.25）。
{\displaystyle F={\cfrac {1}{1-k}}}
這表示視場校正因數，其中的K是觀測者的視場被阻礙的百分比（通常是雲的遮蔽）。
例如：觀測者的視場有20%被雲層覆蓋，則K為0.2，F為1.25。即如果沒有雲層，觀測者應該多看到25%的流星，所以要以F=1.25乘上，裁示不受雲層覆蓋時能看見的流星。
{\displaystyle r^{6.5-lm}}
這表示極限星等校正因數（亮度指標）。從觀測者的極限星等，歸算至理想的極限星等（6.5等）的流星頻率。因為流星雨的母天體（彗星或小行星）不同，每一個流星雨的γ值也都不一樣。因此，這是一定要考慮的一點。
例如：如果γ值是2，觀測者的極限星等是5.5，則每小時流星率要乘上2倍（2乘上6.5 - 5.5的因次），這才知道在極限星等6.5時，能看見多少的流星。
{\displaystyle \sin(h_{R})}
這是輻射點在地平線上高度的校正因數（hR）。觀測者看到的流星數量會隨著輻射點高度的正弦函數變化。  Talk section sin(hR) dependence
例如：如果在有效觀測時間內的觀測輻射點平均高度是30°，觀測者的小時數率需要除以0.5（sin 30°），才會知道當輻射店在天頂時，能看見多少的流星。

## 外部連結
- North American Meteor Network（页面存档备份，存于） (NAMN)